# Вулиця Михайла Грушевського (Тернопіль)
Вулиця Михайла Грушевського (за Австро-Угорщини — Свято-Янівська, за Польщі — Свято-Янівська, С. Конарського, за УРСР — Київська, Шевченка) — одна з вулиць центральної частини міста Тернополя.
Починається від Театрального майдану до стику вулиць Білецької та Крушельницької. До неї прилягають вулиці Словацького та Листопадова, починається вулиця Замкова.
Довжина вулиці — 450 м.

## Історія
У давнину (XVI—XVII ст.) від Старого замку вздовж нинішньої вулиці Михайла Грушевського проходила межа міста.

## Архітектура
Пам'ятки архітектури місцевого значення
- № 1 — житловий будинок (поч. XX ст.);
- № 2 — колишня гімназія імені Юліуша Словацького, у якій діяв Державний секретаріат ЗУНР — уряд Західноукраїнської Народної Республіки, працював його голова Сидір Голубович (нині школа № 4), також пам'ятка історії;
- № 3 — школа (1954);
- № 4 — житловий будинок (XIX ст.);
- № 5 — житловий будинок (1894—1896);
- № 6 — приміщення відділення Австро-угорського банку (XIX ст.).

## Пам'ятники
На початку вулиці у Сквері Кобзаря розташований пам'ятник Тарасові Шевченку, наприкінці вулиці в парку імені Тараса Шевченка — пам'ятник Степанові Бандері.

## Установи, організації
- Тернопільська обласна державна адміністрація — Грушевського, 8
- Тернопільська спеціалізована школа № 3 — Грушевського, 3
- Тернопільська загальноосвітня школа № 4 (початково Друга тернопільська гімназія)

## Світлини

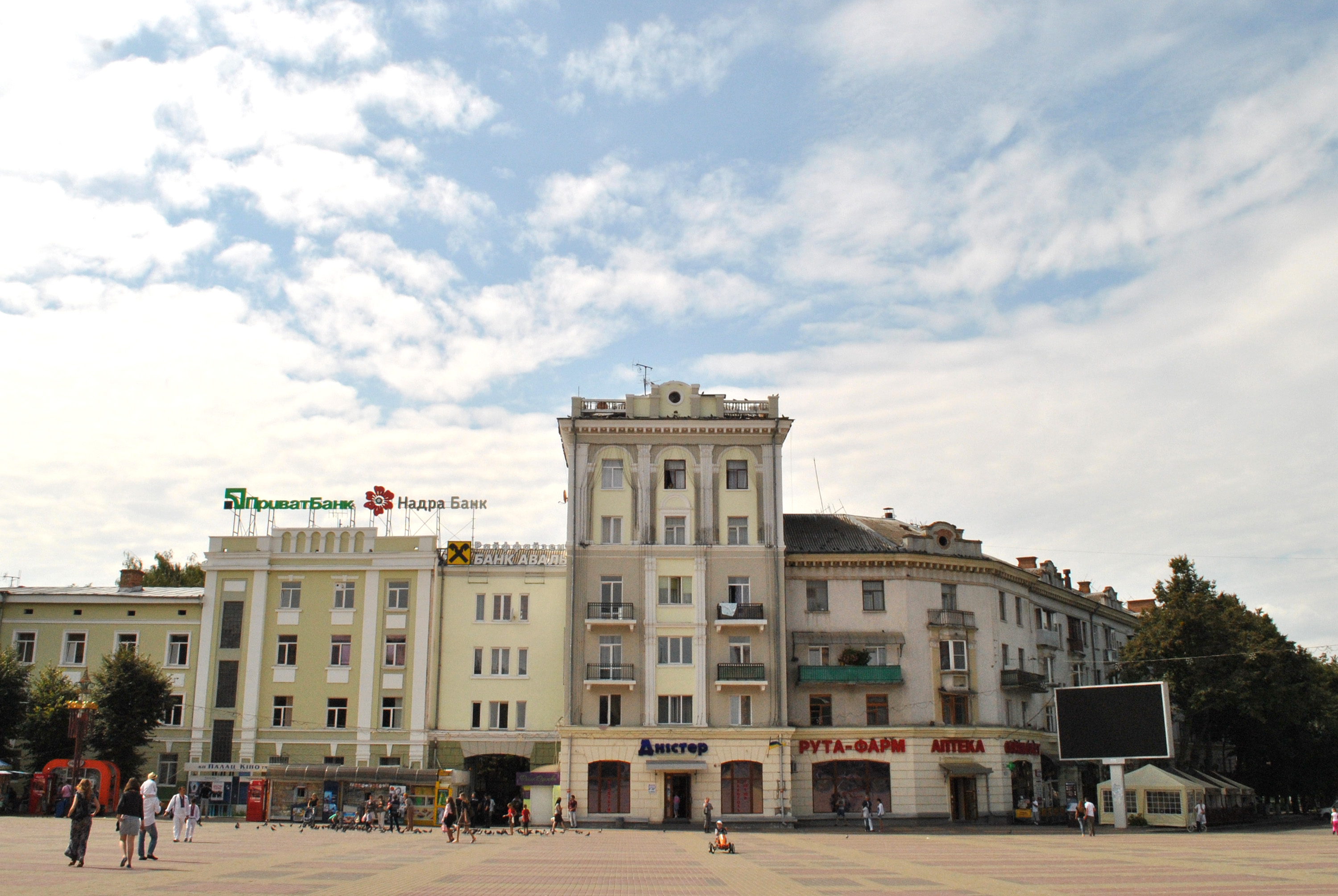
Житловий будинок (поч. XX ст.)
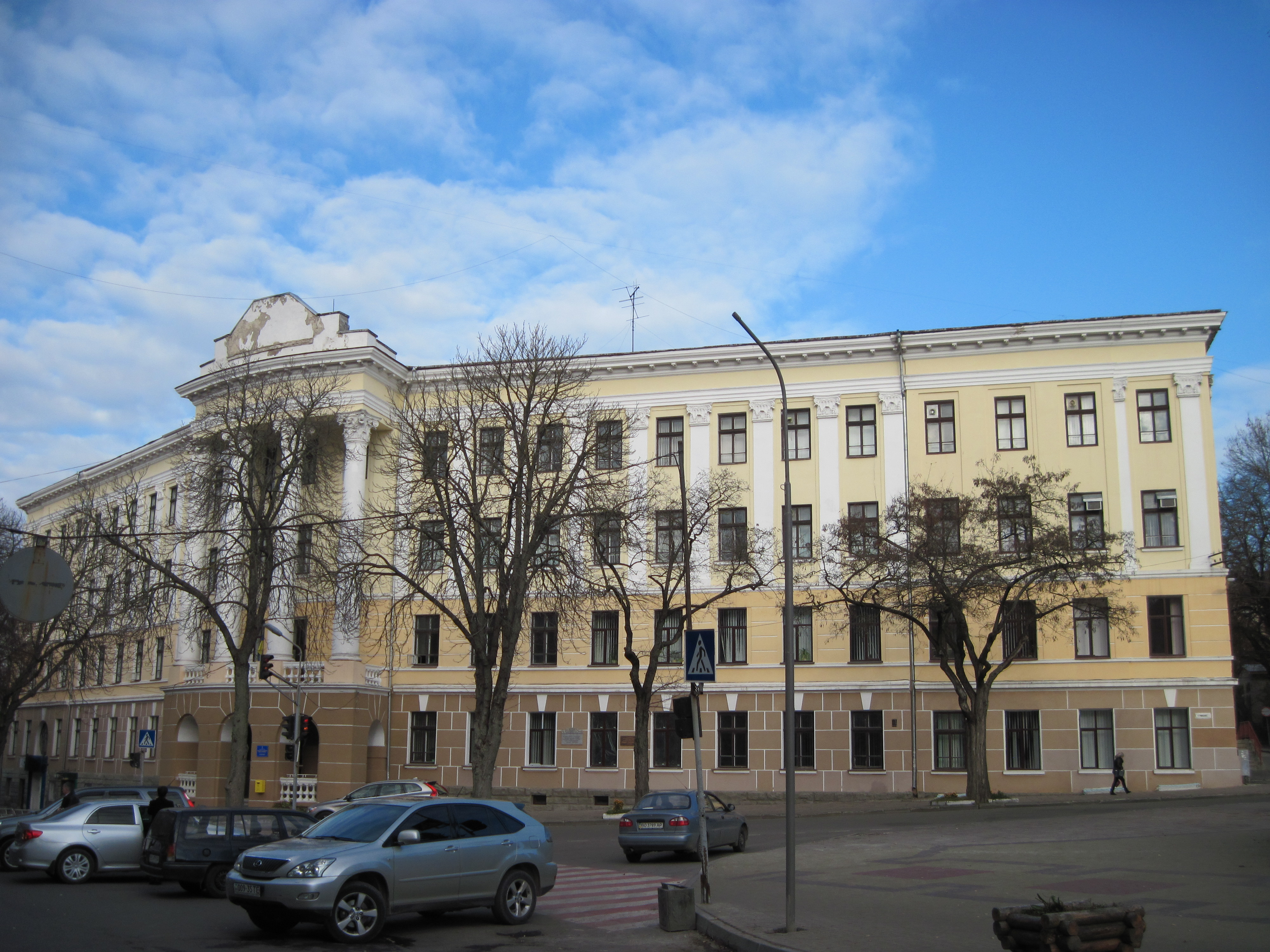
Гімназія Ю. Словацького, а нині школа № 4
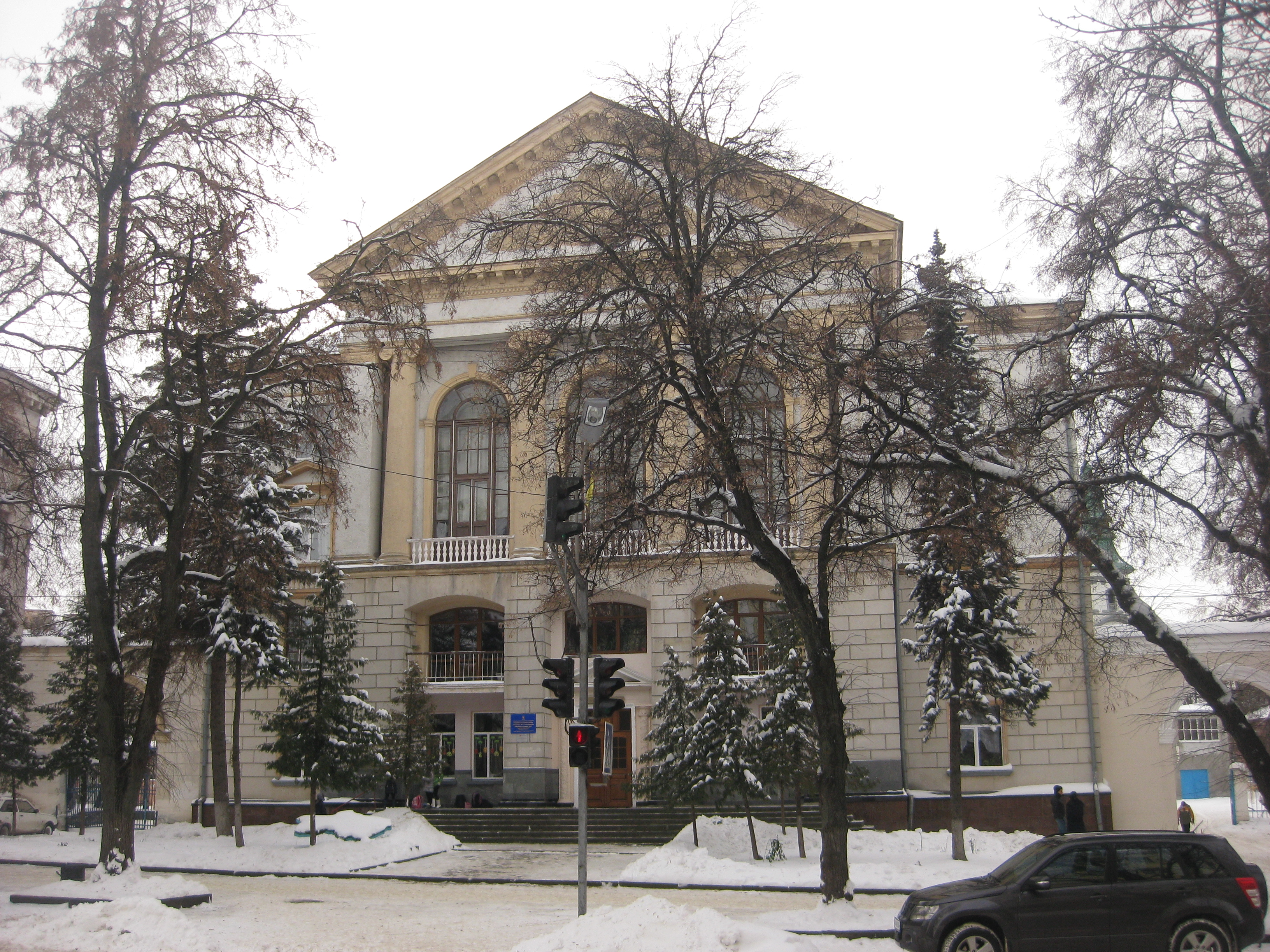
Школа № 3
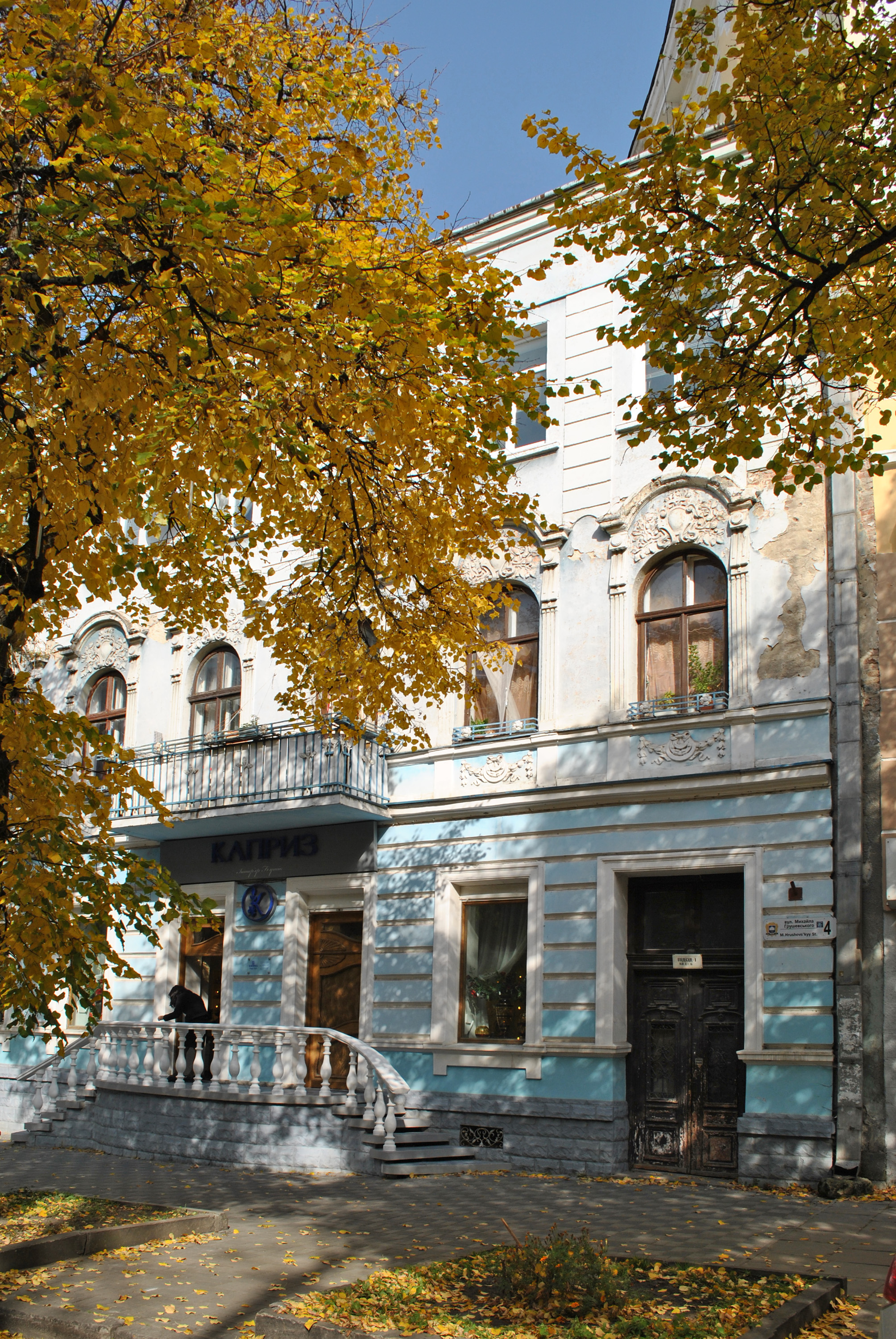
Житловий будинок (XIX ст.)
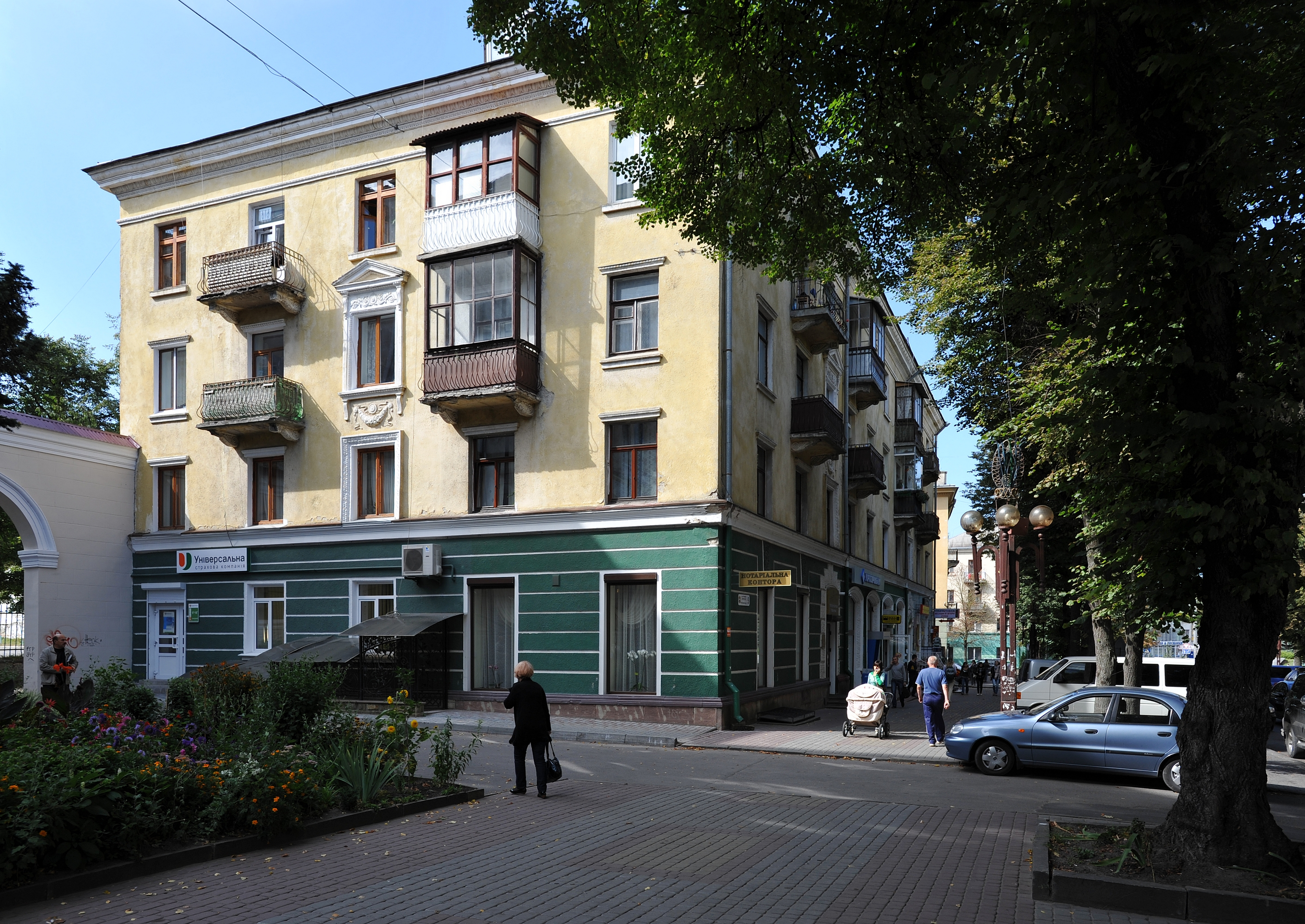
Житловий будинок (1894–1896)
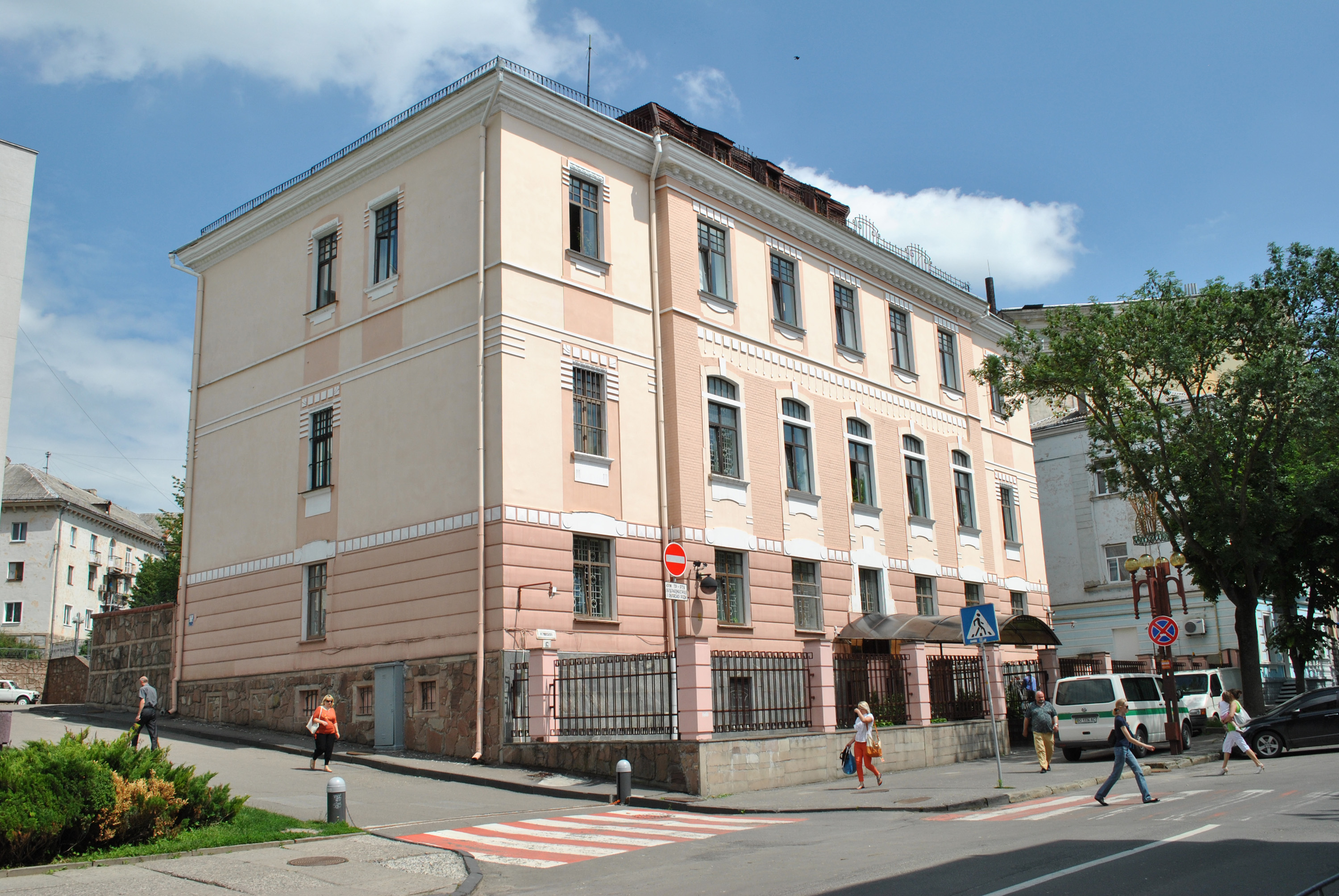
Колишній Австро-угорський банк (XIX ст.)